# انقلاب 1955

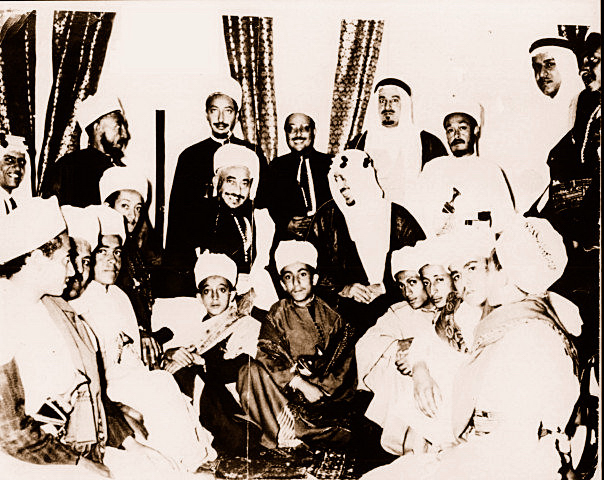
الملك سعود بن عبد العزيز والإمام أحمد بن يحيى

بسبب الظلم الذي كان يمارسة الإمام أحمد حميد الدين على الشعب اليمني قرر قائد جيشة آنذاك المقدم أحمد يحيى الثلايا بالقيام بانقلاب على حكم الإمام أحمد في مارس 1955 وتولية أحد إخوتة المثقفين الحكم مكانه، وقدم اختيار الأمير عبد الله يحيى حميد الدين ليكون الإمام الجديد.

## ولاية العهد
تشترط الزيدية أن يكون الإمام من أولاد فاطمة وجوزت أن يكون كل فاطمي، عالماً، زاهداً، شجاعاً، سخياً، خرج بالإمامة إماماً واجب الطاعة سواء كان من أولاد الحسن أم من أولاد الحسين ، غير أنها جعلت الخروج عن الإمام أمراً مشروعاً إذا ثبت عدم عدالته وخالف الشرع، أو أن شخصاً أكفأ منه طالب بالمنصب. كما أجازت الزيدية وجود إمامين شرعيين في آن واحد إذا كانت منطقة نفوذ كل منهما متباعدتين بعداً كافياً، الأمر الذي فتح الباب أمام حروب متصلة بين المطالبين بالإمامة، مع إضفاء صفة القداسة على هذه الحروب على أساس أنها لا بد منها للدفاع عن العقيدة
وبناءً على تلك القاعدة الشرعية، فإن النظام المتبع عند اليمنيين، حتى عهد الإمام يحيى بن حميد الدين (1904 –1948) أن يجتمع أهل الحل والعقد عند وفاة الإمام ليختاروا إماماً جديداً ممن تتوفر فيه شروط الإمامة سواء كان ابن الإمام المتوفي أم غيره، بيد أنَّ العمل بذلك النظام أُبطل «بعدما صارت اليمن دولة ذا حول وسلطان، فسعى الإمام يحيى إلى تعيين أكبر أنجاله الأمير أحمد ولياً للعهد اتقاء لما يولده موت الإمام، دون أن يكون له ولي عهد معروف، من مشاكل وفتن لا يمكن التنبؤ بها».

## التنافس على الولاية
تعد مشكلة التنافس على ولاية العهد، إحدى أهم المشاكل التي واجهت نظام الإمامة الزيدية في تاريخ اليمن الحديث، إذ ألقت هذه المشكلة بظلالها السلبية على الوضع السياسي في البلاد، التي كانت تعاني أصلاً من مشاكل سياسية واقتصادية واجتماعية بسبب سياسة العزلة التي كان ينتهجها هذا النظام. ولعل ما يميز هذه المشكلة ويضفي عليها أهمية بالغة، أنها أدت إلى نشوب خلافات وصراعات شبه متواصلة بين أفراد الأسرة المالكة، كان لها انعكاسات سلبية على الوضع الداخلي من جهة، وعلى سياسة اليمن الخارجية تجاه الأقطار العربية والدول الأجنبية من جهة ثانية، وعلى الجهود التي كانت تبذلها اليمن لمواجهة الاستعمار البريطاني في الجنوب من جهة ثالثة.
ولا بد من الإشارة إلى أن التنافس على ولاية العهد في اليمن يظهر بشكله الواضح إلّا في عهد الإمام أحمد (1948 –1962) على الرغم من أن الصراع على الإمامة نفسها كان السمة المميزة للنظام الإمامي في اليمن منذ وجوده كنظام سياسي في أواخر القرن العاشر الميلادي وحتى عام 1948 . ولهذا يجب التمييز بين الصراع على الإمامة نفسها وبين التنافس على وراثة الإمامة أو ولاية العهد.
وعلى ما يبدو أن الإمام يحيى كان راغباً في تعيين سيف الإسلام الأمير أحمد ولياً للعهد، غير أن أسس الزيدية التي لا تجيز تعيين ولياً للعهد، حدت به إلى محاولة إظهار قضية التعيين وكأنها مطلب أهل الحل والعقد. علاوة على ذلك فإن تحفظ هولاء على أن التعيين ليس نهائياً، إلّا إذا ثبت ولي العهد استحقاقه وجدارته لهذا المنصب، وفر عذراً للامام ولهولاء الذين وافقوا على التعيين، بأنهم لا زالوا ملتزمين بتعاليم الزيدية التي لا تقر ولاية العهد، وهي الثغرة التي رافقت ولادة نظام ولاية العهد في اليمن وأدّت إلى تطلعات آخرين من أبناء الإمام وغيرهم لتولي منصب الإمامة حتى بعد تعيين ولياً للعهد بشكل رسمي.
لقد كانت نوايا الإمام أحمد منذ تبوئة العرش، في أعقاب فشل حركة 1948 (ثورة الدستور)التي اُغتيل أثنائها والده، متجهة نحو أخذ البيعة لولاية العهد لإبنه البكر محمد البدر، غير أن معارضة إخوته العلنية لهذه النوايا حدت به إلى التريّث لفترة من الزمن  دون أن يصرف النظر بشكل تام عن هذا الهدف. ففي منتصف عام 1952 بدأ الإمام أولى خطواته في هذا المجال عندما أوعز للمسؤولين إجراء اتصالات مع إيطاليا والسويد للحصول على الأسلحة لغرض تحسين قدرة الجيش النظامي اليمني إلى الحد الذي يجعله قادراً على مواجهة القبائل.
ومع أن عدداً من القبائل اليمنية كانت قد أظهرت في تلك السنة ضجراً واستياء من النظام الإمامي، إلا أن خطوة الإمام هذه كانت في جزء كبير منها، تهدف إلى تعزيز موقف ابنه البدر، الذي كان قد عيّن وزيراً للدفاع، في تنافسه على ولاية العهد مع أخيه الأمير الحسن، الذي كان يتمتع بشعبية واسعة ين أوساط القبائل. ولم تكن تلك التحركات بغائبة عن إدراك الحسن الذي نظر بعين الريبة والشك إلى تزامن طلب الحصول على الأسلحة مع تعيين البدر وزيراً للدفاع وقيامه بجولات تفتيش متكررة إلى الحاميات العسكرية وتوزيع الأموال والمؤن والذخيرة عليها.

## الإصلاحات وتقوية الجيش

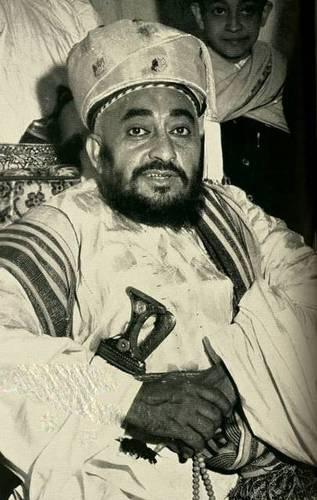
أحمد بن يحيى

بعد انتصار الثورة المصرية في 23 تموز 1952 سعى الإمام أحمد بن يحيى إلى إيجاد علاقات قوية مع رجال الثورة المصرية، هدف من ورائها الظهور بمظهر الراغب في الإصلاح والمتطلع إليه إمام الشعب اليمني من جهة، والحصول على تأييد مصر لابنه البدر في قضية ولاية العهد من جهة أخرى. ولما كان الحسن معروفاً بتزمته وتشبثه بالماضي وتقاليده، مقابل ميل البدر العلني نحو الإصلاح، فقد وجدت مساعي الإمام آذانا صاغية لدى الحكومة المصرية التي أبدت استعدادها لتدريب الجيش اليمني إذا ما طلب منها الإمام ذلك.
ويبدو أن أهداف الإمام الرامية إلى الحصول على دعم عربي ذو تأثير لإبنه البدر، ومن ثم تقوية الجيش اليمني بمساعدة مصرية إلى الحد الذي يجعله قادراً على مواجهة أي تحرك محتمل قد تقوم به القبائل الموالية للحسن، قد جاء متناغماً مع النهج القومي للنظام الجمهوري في مصر الذي هدف إلى تعزيز علاقته قدر الممكن مع الأقطار العربية الأخرى، حتى لو كانت تحكمها أنظمة رجعية في نظره، على أساس أن تلك السياسة ستفضي إلى إيجاد نفوذ مصري في تلك الأقطار يمكن أن يستقطب أنظمتها الملكية المحافظة – ومنها النظام الإمامي في اليمن – نحو إجراء إصلاحات فعلية في أنظمتها السياسية والاقتصادية يجعلها أكثر تجاوباً مع النهج القومي للنظام المصري، أو على الأقل تساعد في إيقاظ الوعي الوطني والقومي لدى شعوب تلك الأنظمة – في حالة عدم تجاوب الأنظمة نفسها – يقود إلى ثورة تغير النظام الملكي بنظام جمهوري يتخذ من النظام الجمهوري في مصر مثالاً يحتذى به، وهو ما حصل فيما بعد عندما وقعت ثورة 26 سبتمبر 1962 في اليمن.
وتنفيذاً للوعود المصرية، وصل وفد عسكري مصري في مطلع 1953 إلى اليمن برئاسة المقدم كمال عبد الحميد الذي اجتمع بالإمام أحمد وأقنعه بأن دعم التوجهات الإصلاحية لإبنه البدر من شأنه أن يزيد شعبية البدر أمام خصمه في قضية ولاية العهد، ويعطي رصيداً شخصياً وتاريخياً للإمام. ولما كانت قضية تحسين قدرة الجيش اليمني من أولويات البدر الإصلاحية التي عمل الإمام والبدر على تحقيقها منذ عام 1952، لغرض استخدامه في مواجهة القبائل الموالية للحسن كما مر ذكره، فقد وافق الإمام أحمد على اقتراح بعض مستشاريه بطلب بعثة عسكرية من مصر لتدريب الجيش اليمني في تعز، لا سيما وأن هؤلاء المستشارين من ذوي التوجهات الإصلاحية عرفوا كيف يضربون على وتر الخلاف بين البدر والحسن حول ولاية العهد لغرض إقناع الإمام باستقدام بعثة عسكرية مصرية لتدريب الجيش اليمني على الرغم من أن الأهداف الحقيقية لهؤلاء كانت تتحدد في إيجاد نظام عسكري عصري يكون المنطلق الأول لنهضة اليمن وليس أداة لدعم البدر.
وهكذا نلاحظ أن التنافس على ولاية العهد في اليمن كان له التأثير البالغ في توجه الإمام نحو إقامة علاقات ودية مع مصر بعد ثورة 23 تموز 1952، وفي موافقته على الاستعانة ببعثة عسكرية مصرية لتدريب الجيش اليمني، وهي التوجهات التي جاءت متطابقة مع آمال الأحرار اليمنيين على الرغم من تناقض الأهداف المرجوة لكل منها.
وبغض النظر عن تناقض أهداف الطرفين، فقد وفر هذا التطابق فرصة جيدة لدعم الأحرار والمصلحين للبدر الذي لم يترك مناسبة دون أن يستغلها في التأكيد على أنه يتمنى أن يكون رائد الإصلاح في اليمن، وأنه لا يتأخر عن إقناع والده بالإصلاح كلما استطاع إلى ذلك سبيلاً. وكان من بين أهم هؤلاء المقدم أحمد يحيى الثلايا  ومحمد قائد سيف  اللذان بدأا يؤمنان بجدية توجه البدر نحو الإصلاح ويعتقدان أنه أفضل المرشحين للإمامة مقارنة بعمه الحسن الذي كان مرفوضاً بكل المقاييس لدى جميع الأحرار والمصلحين، وعمه الأمير عبد الله الذي حاول أن يدخل كطرف ثالث في معترك الخلاف حول ولاية العهد.

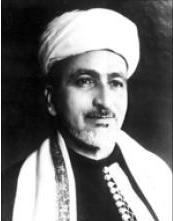
عبد الرحمن الارياني

الوزير السابق اللواء محمد قائد سيف

ولم يقتصر دعم التوجهات الإصلاحية للبدر على العناصر الإصلاحية العسكرية بل تعدّاه إلى الأحرار الذين لا زالوا في سجن حجة منذ اشتراكهم بحركة 1948 الفاشلة، ففي بداية عام 1954 خرجت الدعوة لولاية العهد من سجن حجة عندما حمل القاضي عبد الرحمن الأرياني من معه في السجن على مبايعة البدر كولي للعهد، غير أن المبايعة على ما يبدوا لم تكن صادقة في حقيقتها، فقد هدف منها الأحرار تحقيق مأربين أولهما توسيع شقة الخلاف بين أفراد الأسرة الحاكمة، وثانيهما كسب عطف الإمام والبدر خصوصًا لغرض إطلاق سراحهم، وهو ما حصل بالفعل عندما تمكن البدر من إقناع والده على إطلاق سراح بعض المعتقلين وتخفيف القيود عن البعض الآخر، وقد أخذ البدر بعد ذلك يتقرب من المثقفين والقبائل ويدعو لإصلاح وتطوير اليمن.

## البدر وريثاً للإمامة

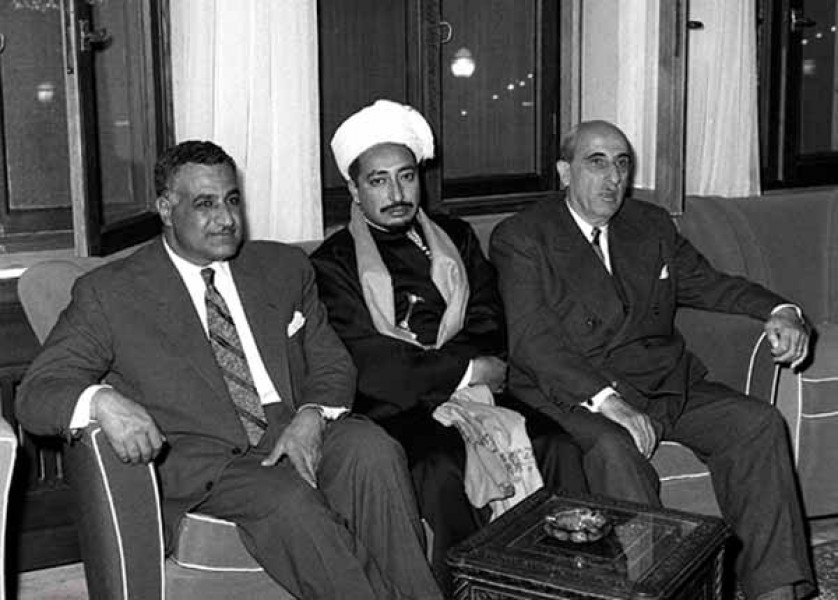
الرئيس جمال عبد الناصر وشكري القوتلي ويتوسطهم الأمام محمد بدر في دمشق

وفي منتصف عام 1954 أصبحت قضية ولاية العهد المشكلة الرئيسية على الصعيد السياسي الداخلي في اليمن، عندما أقدم الامام أحمد على بعض النشاطات التي هدفت إلى استصدار إعلان يقضي بتسمية محمد البدر حميد الدين وريثاً للإمامة، إذا تسببت هذه المساعي في حصول معارضة شديدة بين فئات الشعب اليمني، لا سيما من جانب هؤلاء الذين يدعمون المرشح الرئيس الآخر للعرش الأمير الحسن، الذي نجح في تفادي الإدلاء بأي تصريح يشير إلى تأييده لترشيح البدر لولاية العهد.
ولعل ما أثار حفيظة سيف الإسلام الحسن بن يحيى حميد الدين من مساعي الإمام، أنه كان يرى في نفسه الأهلية الكافية لأن يكون وريثاً للعرش لا سيما وأنه حتى ذلك الوقت كان يشغل منصب رئيس الوزراء وحاكم صنعاء التي اتخذ منها مقراً دائماً، بل إنه كان يعد الرجل الثاني في اليمن بعد الإمام. أما البدر فقد كان في نظر الحسن وأنصاره لا زال غير مؤهّل لتولّي ولاية العهد. وقد أشار إلى ذلك أحد أنصار الحسن في لقائه بالقنصل الأمريكي في عدن بقوله متهكماً: «أن البدر لا زال لا يمتلك إلّا اثنين من الشروط الواجب توفرها في الإمام، هما الكرم والشجاعة. وفيما يتعلق بالأولى فلم تتوفر الفرصة لكي يثبت فيما إذا كان يتصف بشيء منها. أما فيما يتعلق بالثانية... فإن البدر التحق بأعمامه في عدن أثناء قيام حركة 1948، ثم توجّه معهم إلى صنعاء حيث أدّوا يمين الولاء للوزير» الذي أعلن نفسه إماماً بعد قيام تلك الحركة الفاشلة.
وعلى الرغم من خمود الضجة التي سادت اليمن إثر محاولات الإمام التمهيد لتعيين البدر ولياً للعهد، إلا أن أي من الطرفين المتنافسين – الحسن والبدر ولا سيما الأخير بدعم من الإمام، لم يتوقف عن المحاولات المستمرة الرامية إلى تعزيز موقفه ليكون مقبولاً كوريث للإمامة. ففي شهر آب 1954 قام الإمام بزيارة إلى صنعاء، كان ظاهرها العلاج من مرض الروماتزم الذي كان يعاني منه، إلا أنها في حقيقة الأمر كانت حلقة في سلسلة الجهود التي كان الإمام يبذلها لتعزيز موقف ابنه البدر في تنافسه مع الحسن حول ولاية العهد. ويمكن الإستدلال على ذلك بالنشاطات التي قام بها الإمام في صنعاء، والتي تمثلت بتوزيعه مبالغ كبيرة على رؤوساء القبائل الذين توافدوا على صنعاء أثناء إقامة الإمام فيها، مقابل وعدهم له بدعم البدر في ولاية العهد. وقد أثارت تلك الزيارة استياء الحسن الذي وجد فيها ضرراً لموقفه الشخصي والسياسي مقابل تدعيم موقف البدر لا سيما وأن الحسن عُرف ببخله وعدم استعداده صرف مبالغ طائلة، فضلا عن قلة ما تحت تصرفه من أموال مقابل ما تحت تصرف الإمام.
نجح الإمام في تحسين صورة البدر إلى حد ما في نظر أولئك الذين لهم تأثير في قضية ولاية العهد. ومع أن الحسن لم يجرؤ بشكل صريح على معارضة تلك النشاطات إلا أنه نجح في احتوائها خلال تلك الفترة على الأقل، من خلال تجنبه إظهار ما يشير إلى قبول البدر كَولي للعهد.

## التقاء مصالح الأحرار مع الأمير عبد الله
وعلى الرغم من إبعاد الحسن عن مسرح المنافسة، وتظاهر أخوة الإمام الآخرين بما فيهم سيف الإسلام عبد الله بالولاء والطاعة له، قد أقنع الإمام بأن الأمر سيستتب لإبنه البدر، إلا أن حقيقة الأمر أن عبد الله والحسن وباقي أخوة الإمام كانوا يشعرون بالقلق إزاء تعيين البدر ولياً للعهد، يشاركهم في ذلك عدد كبير من الأحرار  ، الذين كانوا يرون أن مصيراً مشؤوماً سينتظرهم إذا تربع البدر على العرش، لما عُرف عنه من ضعف الشخصية بعد أن تناقلت الأخبار مرض الإمام وطول احتجاجه في القصر . وهكذا التقت مصالح الأمير عبد الله مع عدد كبير من الأحرار، الذين أجروا اتصالات مع العناصر العسكرية الإصلاحية وعلى رأسهم المقدم أحمد الثلايا، للقيام بالإنقلاب.

## الإنقلاب

أحمد يحيى الثلايا

قام قائد جيش الإمام المقدم أحمد يحيى الثلايا بمحاصرة قصر الإمام في تعز. واخلتف قادة الإنقلاب على تحديد مصير الإمام، فمنهم من رأى قتله ومنهم من رأى تعيين أخاه «سيف الله» عبد الله بن يحيى حميد الدين. قامت نساء بيت حميد الدين بقص شعورهن وإرسالها في أظرف إلى القبائل كاتبين «ياغارة الله بنات النبي» من باب إثارة حمية القبائل الزيدية للدفاع عن أعراض بنات بني هاشم الذي تنتمي إليهم الأسرة الحاكمة ـ أو كما هو متعارف عليه ـ فشنت القبائل هجوما على تعز وأفشلت مخطط الضباط واعتقل أحمد الثلايا و«حوكم» في ملعب لكرة القدم في المدينة وحُكم عليه بالإعدام قال حينها جملته المشهورة:«قبحت من شعب أردت لك الحياة فأردت لي الموت» وسجن الإمام كل من: علي محمد السنيدار وأحمد المروني ومحمد الفسيل وصالح السنيدار وحسن العمري وعبد السلام صبرة وكل هولاء كان لهم أداور قيادية في ثورة 1962.

## تسلسل زمني
| التاريخ   | السنة | الحدث |
| --------- | ----- | --- |
| 30 أكتوبر | 1918  | استقلال شمال اليمن من الإمبراطورية العثمانية وتأسيس الإمام يحيى حميد الدين للمملكة المتوكلية اليمنية. |
| 17 فبراير | 1948  | قيام ثورة الدستور واغتيال الإمام يحيى حميد الدين، وتولّي نجله نجله الحكم وقمع الثورة وإعدام قادتها. |
| 28 مارس   | 1955  | قائد حامية تعز، المقدم أحمد الثلايا يتوجه على رأس فرقة عسكرية لتأديب مجموعات من الفلاحين، في قرية الحوبان، عقب صدامات حدثت بينهم وبين جنود حامية تعز. وتشتعل الصدامات. والإمام يصدر أوامره إلى المقدم أحمد الثلائي بالعودة إلى ثكنته، كما يصدر أوامره إلى حرسه الخاص باعتقال أحمد الثلائي عند عودته إلى تعز. المقدم أحمد الثلائي يقوم بانقلاب عسكري ضد الإمام أحمد، ويأمر رجاله بمحاصرة قصر الإمام في تعز، والاستيلاء على محطة الإذاعة والتلغراف ومركز الاتصالات اللاسلكية. وفي المساء مثل الأمير عبد الله شقيق الإمام أحمد، والطامع في العرش، ومعه كثير من وجهاء المدينة والمشايخ والعلماء يؤيدون الانقلاب، ويجتمعون للمناقشة حول مستقبل السلطة في اليمن، وعزل الإمام أحمد. |
| 23 مارس   | 1955  | وفد من الثائرين، يتزعمهم الأمير عبد الله يتوجه إلى قصر الإمام أحمد، ويطالبه بالتنازل عن العرش، والإمام أحمد يرسل إليهم وفداً، برئاسة أحمد محمد نعمان. ولكن أحمد نعمان يذهب إلى الحديدة، ويقابل الأمير محمد البدر، ابن الإمام أحمد، محافظ الحديدة، فقد كان أحمد نعمان مربيه وأستاذه، ويضعان خطة للتحركات المقبلة، وتحريض القبائل الموالية لبيت حميدالدين لمواجهة الثائرين، وإعادة الحكم إلى الإمام أحمد. |
| 1 أبريل   | 1955  | الأمير البدر، وبرفقته أحمد نعمان، وحشود من القبائل، يذهبون إلى محافظة حجة، حيث توجد مخازن الأسلحة وأموال الإمام أحمد. ويستولون عليها، ثم يتوجه البدر على رأس قبيلتي بكيل وحاشد إلى تعز. |
| 4 أبريل   | 1955  | الأمير عباس يقود مظاهرة في صنعاء يؤيد فيها انتقال العرش لأخيه عبد الله، وعزل الإمام أحمد، إلا أن القوات الحكومية تنجح في تفريق المظاهرة واعتقال الأمير عباس. |
| 5 أبريل   | 1955  | القوات القبلية، وعلى رأسها الأمير محمد البدر، وبعد أن انضم إليها جنود تعز، الذين تركوا جانب أحمد الثلائي، تسيطر على مدينة تعز، والإمام أحمد يعود للسيطرة على الأحوال في البلاد. الإمام أحمد يأمر بإعدام المقدم أحمد الثلائي ومجموعة من مناصريه، كما يأمر بإرسال الأميرين عبد الله وعباس إلى حجة، وإعدامهما. |
| 6 أبريل   | 1955  | تنفيذ أحكام الإعدام في كل من المقدم أحمد الثلائي وأنصاره في تعز، والأميرين عباس وعبد الله في حجة. |
| 8 أبريل   | 1955  | الإمام أحمد يصدر أمراً بتعيين ابنه محمد البدر ولياً للعهد؛ جزاءً على خدماته الجليلة، التي أداها للبلاد. |
| 9 أبريل   | 1955  | الإمام أحمد يتولى بنفسه منصب رئيس الوزراء، ويعين ولي عهده الأمير محمد البدر نائباً له ووزيراً للخارجية، وقائداً عاماً للقوات المسلحة. |
| 31 أكتوبر | 1955  | تجديد معاهدة الصداقة والتجارة السوفيتية اليمنية، التي تضمنت الاتفاق على السلام الدائم والوفاق المستمر بين البلدين، كما التزم الطرفان بضرورة حل الخلاقات، التي يمكن أن تنشأ، بالطرق السلمية الدبلوماسية. وقد دخلت هذه الاتفاقية طور التنفيذ بعد تبادل وثائق التصديق في 30 مارس 1956. |
| 9 ديسمبر  | 1955  | حكومة الإمام أحمد تمنح شركة “اليمن ديفلوبومنت كوربوريشن أف واشنطن” الأمريكية حق البحث والتنقيب عن المعادن، بما في ذلك النفط، في مساحة تصل إلى 103 آلاف كيلومتر مربع، لمدة ثلاثين عاماً. وينص الاتفاق على أنه في حالة العثور على النفط سيتم توزيع الأرباح بالتساوي. ويمكن إلغاء الاتفاقية إذا لم تتوصل أعمال البحث والتنقيب، خلال ست سنوات إلى أي نتيجة. |
| 21 أبريل  | 1956  | اتفاق دفاع متبادل بين مصر والسعودية واليمن الشمالي ينص على تشكيل قيادة مشتركة، تولى رئاستها المشير عبد الحكيم عامر، أرسلت مصر بموجب الاتفاق خبراء عسكريين إلى السعودية، سحبوا في 1958. |
| 6 يونيو   | 1956  | السلطات الإنجليزية ترد على حركات السخط والتمرد في محميات عدن، بقصف المراكز الآهلة بالسكان. |
| 1 يوليو   | 1956  | الطيران الإنجليزي يقصف المراكز الآهلة بالسكان في منطقة حريب في جنوب اليمن، كما يقصف المدن والمواقع الحدودية، بما في ذلك مدينة البيضاء. |
| 7 يوليو   | 1956  | الأمير محمد البدر، ولي العهد اليمني، يقوم بزيارة إلى الاتحاد السوفيتي، ويجري مباحثات مكثفة، تمخضت عن إبرام اتفاقية تعاون اقتصادي وفني. والتزم الاتحاد السوفيتي بالإسهام في المشروعات الصناعية في اليمن، وتزويدها بالمعدات والمواد الإنشائية، وتأهيل الكوادر الوطنية للعمل في المشروعات الجارية، وعلى الأخص في ميناء الحديدة. |
| 28 يوليو  | 1956  | الإمام أحمد يعلن تأييد اليمن الكامل لمصر في تأميمها لقناة السويس. والصحف اليمنية تنشر بيانات لشخصيات سياسية رسمية، تؤكد أن السياسة الخارجية لليمن، من الآن فصاعداً ستكون متطابقة مع نهج حركة التحرر الوطنية العربية بقيادة مصر الثورية. |
|           | 1956  | بوادر مقاومة ضد الاستعمار البريطاني في عدن لأسماء بينها علي عبد المغني، صالح الرحبي، محسن مرشد ردمان وفي دائرة أخرى هاشم عمر إسماعيل. |
| يوليو     | 1959  | عدد من مشائخ حاشد وقادة من الجيش يقودوا تمرد 1959 في اليمن ضد الإمام أحمد يحيى حميد الدين الذي كان يتعالج في إيطاليا، بدعم من نجله البدر. |
| مارس      | 1961  | محاولة اغتيال الإمام أحمد في مستشفى الحديدة يقوم بها الضباط الأحرار «العلفي - واللقية - والهندوانة». |
| 26 سبتمبر | 1962  | تفجير ثورة 26 سبتمبر على أيدي الضباط الأحرار ضد الحكم الإمامي وقيام الجمهورية العربية اليمنية برئاسة عبدالله السلال، واشتعال حرب أهلية بين الجمهوريين الذين تساندهم مصر والملكيين الذين تساندهم السعودية. |